# Hrabstwo Norton

Piramida wieku hrabstwa

Hrabstwo Norton – hrabstwo położone w USA w stanie Kansas z siedzibą w mieście Norton. Założone 26 lutego 1867 roku.

## Miasta
- Norton
- Almena
- Lenora
- Clayton
- Edmond

## Sąsiednie Hrabstwa
- Hrabstwo Furnas
- Hrabstwo Harlan
- Hrabstwo Phillips
- Hrabstwo Graham
- Hrabstwo Sheridan
- Hrabstwo Decatur